# Суйян (Гуйчжоу)
Суйя́н (кит. упр. 绥阳, пиньинь Suíyáng) — уезд городского округа Цзуньи провинции Гуйчжоу (КНР).

## История
Уезд был создан во времена империи Мин в 1601 году.
После вхождения этих мест в состав КНР в конце 1949 года был создан Специальный район Цзуньи (遵义专区), и уезд вошёл в его состав. В 1970 году Специальный район Цзуньи был переименован в Округ Цзуньи (遵义地区).
Постановлением Госсовета КНР от 10 июня 1997 года округ Цзуньи был преобразован в городской округ.

## Административное деление
Уезд делится на 12 посёлков.